# Juan Martín, "El Cabogatero"
Juan Martín "El Cabogatero"  (n. Cabo de Gata, Almería (Almería, Andalucía, España; 1810 - f. Serón, Almería; 24 de enero de 1880) fue un cantaor español del siglo XIX.

## Biografía
De su muerte deja constancia una copla popular:

El veinticuatro de enero

de mil ochocientos ochenta,

el veinticuatro de enero,

en el pueblo de Serón

murió El Cabogatero

barrenero y cantaor.

Juan Martín "El Cabogatero", es quizá el nombre más antiguo conocido del cante jondo almeriense. Se le tiene por uno de los precursores del cante almeriense y de palos del cante levantino como la taranta y el taranto (de la provincia Almería / que fue el primer tarantero), junto con Pedro el Morato, El Ciego de la Playa o Juan Abad Díaz, "Chilares", entre otros. Es también uno de los primeros cantaores populares almerienses en hacerse medianamente profesional.
Se tienen escasas noticias de su vida. Fue arriero, pescadero y barrenero. Debió de vivir el boom de la minería almeriense tras el descubrimiento del filón Jaroso, en Sierra Almagrera y es posible que trabajase en él. 
Se le atribuyen algunas tarantas. Una de ellas fue registrada en 1979 por Manolo de la Ribera, las Tarantas del Cabogatero (Nueva Gran Antología RCA. Madrid, 1979, vol. VII):

Se lo dedico a Almería

este cante por tarantas,

se lo dedico a Almería,

por ser la tierra más pobre

que hay en Andalucía,

pobrecica pero noble.